# Afroleptomydas gigantulus
Afroleptomydas gigantulus är en tvåvingeart som beskrevs av Hesse 1969. Afroleptomydas gigantulus ingår i släktet Afroleptomydas och familjen Mydidae. Inga underarter finns listade i Catalogue of Life.